# Берштейн, Израиль Фроимович
Изра́иль Фро́имович Берште́йн (англ. Israel Berstein; 23 июня 1926, Бричаны, Бессарабия — 22 сентября 1991, Нью-Йорк) — румынский и американский математик.

## Биография
В 1940 году, с приходом советской власти в Бессарабию, был арестован его отец Фроим Берштейн (погиб в лагере). В начале румынско-немецкой оккупации края в 1941 году Израиль Берштейн с матерью Хоной и сестрой Гитой были укрыты знакомой молдавской семьёй и избежали гибели. В 1944 году, после освобождения, был призван в Красную армию и тяжело ранен в первую же неделю боевых действий. В результате ранения потерял правую ногу, заразился костным туберкулёзом и остался инвалидом первой группы. Находился в госпитале до 1947 года, завершив среднее образование заочно.
В 1948 году репатриировался с семьёй в Румынию и поступил в Бухарестский университет, который окончил в 1954 году. В том же году был принят в аспирантуру при Институте математики Румынской академии наук в Бухаресте в группу Симиона Стоилова (1873—1961). Специализировался в теории аналитических функций и позже в топологии, защитив диссертацию по категории Люстерника — Шнирельмана 13 июня 1958 года под руководством Тудора Гани (1922—1971). К этому времени Берштейн и Ганя уже считались ведущими алгебраическими топологами в стране. В том же году началось его сотрудничество с британским математиком Питером Хилтоном (1923—2010). В 1961 году Израиль Берштейн эмигрировал в Израиль, а годом позже эмигрировали Тудор Ганя и Питер Хилтон (первый — в Париж, последний — в США).
Осенью 1962 года Берштейн стал ассистентом профессора в Корнеллском университете, уже в 1963 году назначен доцентом и в 1967 году профессором отделения математики этого университета. Основные труды этого периода — в области теории гомотипии, в соавторстве с Ганей и Хилтоном. На протяжении многих лет вёл «семинар Берштейна» (The Berstein Seminar).
Последние 25 лет жизни страдал тяжёлой формой болезни Паркинсона.

## Также
- Теорема Берштейна-Шварца (Berstein-Svarc theorem)
- Теоремы Берштейна-Хилтона (Berstein-Hilton theorems)[8]
- Теоремы Берштейна (Berstein’s theorems)